# 솔레다드 비야밀
솔레다드 비야밀 팔코프(스페인어: Soledad Villamil Falcoff, 1969년 6월 19일 ~ )는 아르헨티나의 배우, 가수이다.

## 출연 작품
- 12년의 밤 (2018)
- 에브리바디 해즈 어 플랜 (2012)
- 엘 시크레토: 비밀의 눈동자 (2009)
- 이츠 낫 유, 이츠 미 (2004)
- 붉은 곰 (2002)